# Chi phí hàng năm tương đương
Trong tài chính, chi phí hằng năm tương đương (EAC) là chi phí cho mỗi năm sở hữu và vận hành một tài sản qua toàn bộ vòng đời của nó.
EAC thường được sử dụng như một công cụ ra quyết định trong lập ngân sách vốn khi so sánh các dự án đầu tư có vòng đời không bằng nhau. Ví dụ nếu dự án có vòng đời dự kiến 7 năm, và dự án B có vòng đời dự kiến 11 năm nó sẽ là không phù hợp chỉ đơn giản là so sánh giá trị hiện tại ròng (NPV) của hai dự án, trừ khi dự án không thể được lặp đi lặp lại
EAC được tính bằng cách chia NPV của một dự án cho "giá trị hiện tại của niên kim". Tương tự, NPV của dự án có thể được nhân với số nhân trả nợ vay.
{\displaystyle EAC={\frac {NPV}{A_{t,r}}}}
Việc sử dụng phương pháp EAC ngụ ý rằng dự án có thể bị thay thế bởi một dự án tương tự.

## Một ví dụ thực tế
Một nhà quản lý phải quyết định mua máy:
Máy A 

Chi phí đầu tư 50.000 đô-la 

Vòng đời dự kiến 3 năm 

Bảo trì hằng năm 13.000 đô-la
Máy B 

Chi phí đầu tư 150.000 đô-la 

Vòng đời dự kiến 8 năm 

Bảo trì hằng năm 7.500 đô-la
Chi phí vốn là 5%.
EAC cho máy A là: ($50,000/{\displaystyle A_{3,5}})+$13,000=$31,360

EAC cho máy B là: ($150,000/{\displaystyle A_{8,5}})+$7,500=$30,708

Kết luận là đầu tư vào máy B vì nó có EAC thấp hơn 

Lưu ý: Các yếu tố trả nợ tiền vay (giá trị) trong t năm (3 hoặc 8 năm) và chi phí vốn 5%. {\displaystyle A_{3,5}} được cho bởi {\displaystyle {\frac {1-1/(1.05)^{3}}{0.05}}}= 2.723 và {\displaystyle A_{8,5}} được cho bởi {\displaystyle {\frac {1-1/(1.05)^{8}}{0.05}}}= 6.463. (Xem niên kim thông thường formulae for a derivation). Giá trị A lớn hơn là giá trị hiện tại là trên một loạt các khoản niên kim trong tương lai, do đó góp phần chi phí hằng năm nhỏ hơn.
Phương pháp thay thế:1
Nhà quản lý tính toán NPV của máy:
Máy A EAC=$85,402/{\displaystyle A_{3,5}}=$31,360
 
Máy B EAC=$198,474/{\displaystyle A_{8,5}}=$30,708

Lưu ý: Để có được các tử số thêm giá trị hiện tại của bảo trì hằng năm với giá mua. Ví dụ, đối với máy A: 50,000 + 13,000/1.05 + 13,000/(1.05)^2 + 13,000/(1.05)^3 = 85,402.
Kết quả là như nhau, mặc dù phương pháp đầu tiên là dễ dàng hơn là điều cần thiết rằng chi phí bảo trì hằng năm là như nhau mỗi năm.
Ngoài ra người quản lý có thể sử dụng phương pháp NPV theo giả định rằng các máy sẽ được thay thế với cùng một chi phí đầu tư từng thời gian. Điều này được gọi là "chuỗi" các phương pháp kể từ khi 8 lần lặp lại của máy A là chuỗi lại với nhau và 3 lần lặp lại của máy B là chuỗi lại với nhau. Kể từ khi chân trời thời gian được sử dụng trong so sánh NPV phải được thiết lập đến 24 năm (3*8 = 24) để so sánh các dự án chiều dài bằng nhau, phương pháp này có thể hơi phức tạp hơn so với tính toán EAC.
Ngoài ra, các giả định cùng chi phí đầu tư cho mỗi liên kết trong chuỗi cơ bản là một giả định của số không lạm phát, lãi suất thay vì lãi suất danh nghĩa là phổ biến được sử dụng trong tính toán.